# Cupid's Round Up
Cupid's Round Up er en amerikansk stumfilm fra 1918 af Edward LeSaint.

## Medvirkende
- Tom Mix som Larry Kelly
- Wanda Hawley som Helen Baldwin
- Edwin B. Tilton som James Kelly
- Roy Watson som Buckland
- Verna Mersereau som Peggy Blair